# Strategische Bahnen zur Umgehung der Schweiz

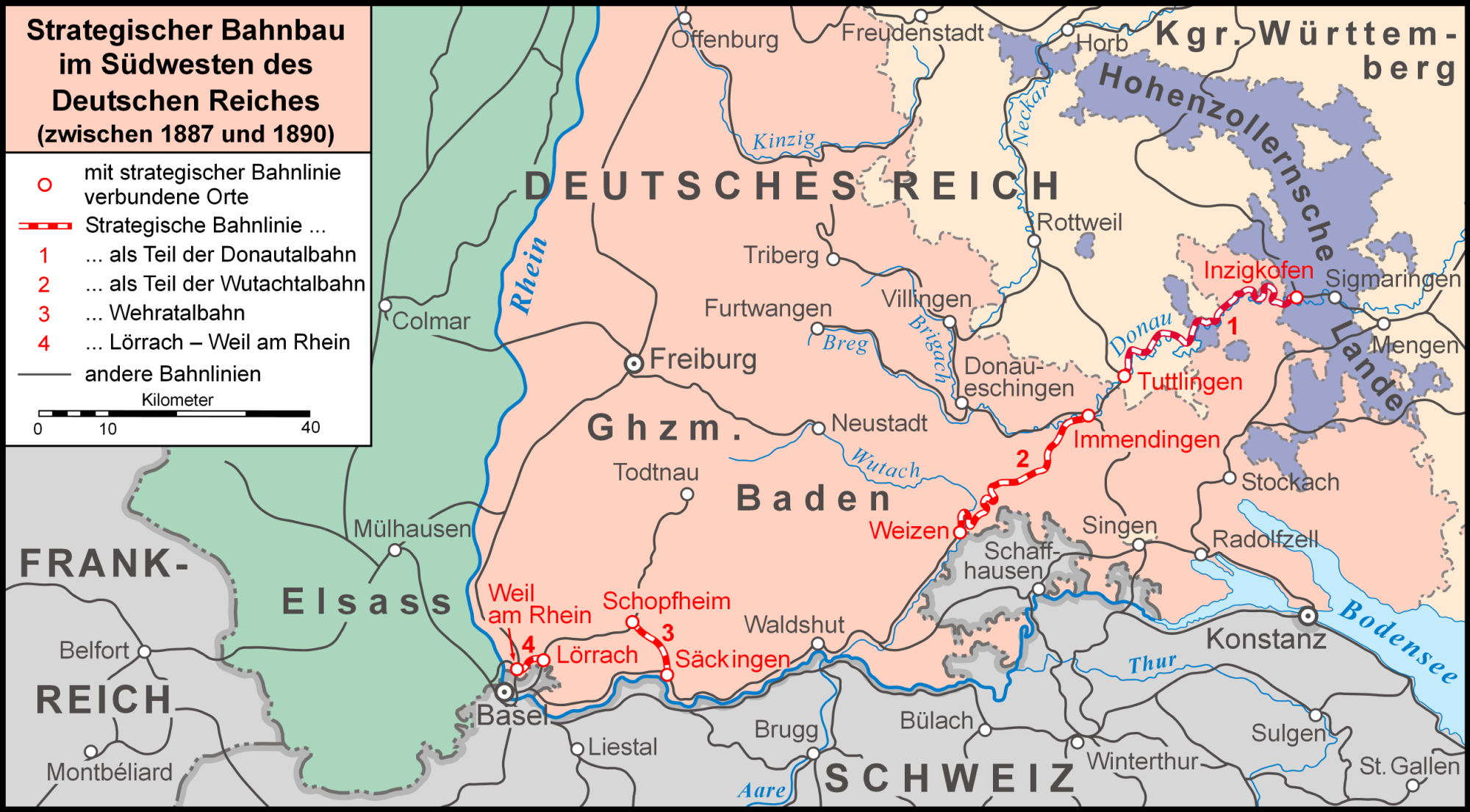
Nur die Umgehung der Schweiz ermöglichte ungestörte Truppentransporte im Süden des Deutschen Reichs

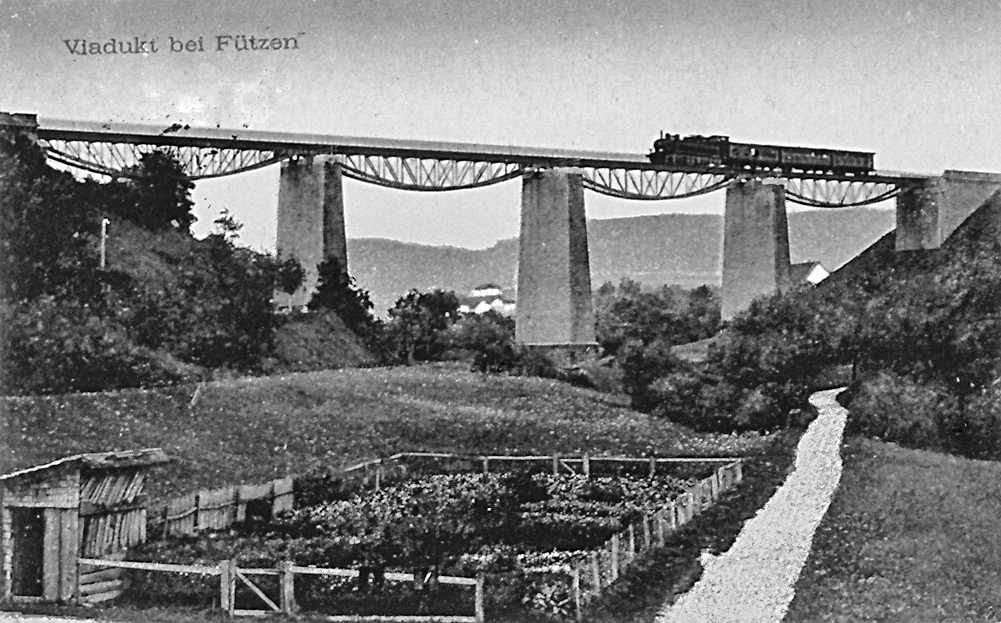
Viadukt bei Fützen auf dem Teilstück Hintschingen–Weizen

Die Strategischen Bahnen zur Umgehung der Schweiz waren ein Projekt des Deutschen Kaiserreiches im Großherzogtum Baden, im Königreich Württemberg und in den zu Preußen gehörenden Hohenzollerischen Landen zur „Vervollständigung des Bahnnetzes im Interesse der Landesverteidigung“. Hierbei handelte es sich um vier strategische Bahnstrecken, die im Ernstfall unter Umgehung der Schweiz eine leistungsfähige Verbindung der Bundesfestung Ulm mit der südlichen Rheintalbahn gewährleisten sollten und alle im Jahr 1890 in Betrieb gingen:
- Inzigkofen–Tuttlingen (37,1 Kilometer)
- Hintschingen–Weizen (41,3 Kilometer)
- Säckingen–Schopfheim (19,7 Kilometer)
- Lörrach-Stetten–Weil am Rhein (4,8 Kilometer)

Dadurch konnten zum einen der Bahnknoten Schaffhausen und der Badische Bahnhof in Basel umgangen werden, was aus politischen Gründen geboten war, zum anderen entfiel der Umweg samt Fahrtrichtungswechsel über den Bahnhof Plochingen im Norden oder den Bahnhof Singen (Hohentwiel) im Süden.
Durch den Anschluss an die bereits 1878 fertiggestellte Bahnstrecke Weil am Rhein–Saint-Louis (Haut-Rhin) wurde eine durchgängige Verbindung in das damals deutsche Elsass hergestellt.

## Hintergrund
In Preußen hatte Generalfeldmarschall Helmuth Karl Bernhard Graf von Moltke (1800–1891) – im Gegensatz zum Generalstab der Armee des französischen Kaiserreichs – frühzeitig die Bedeutung der Eisenbahn für eine schnelle Mobilisierung im Ernstfall erkannt und 1864 im Krieg gegen Dänemark und auch im Preußisch-Österreichischen Krieg 1866 erfolgreich genutzt. Noch im Deutsch-Französischen Krieg 1870/71 gelang der Aufmarsch der preußischen Armee für die französische Führung überraschend schnell. Nach dem Sieg und dem darauffolgenden Zusammenschluss der deutschen Kleinstaaten mit der Reichsgründung unter Führung Preußens wurde eine zentrale staatliche Zukunftsplanung auf allen Ebenen möglich.
Das Deutsche Reich annektierte die seit Jahrhunderten zwischen den beiden Mächten umstrittenen Lande Elsass und Lothringen; Frankreich musste hohe Reparationen zahlen, und die deutsch-französischen Spannungen verstärkten sich.
Es wurde mit einem baldigen Revanchekrieg gerechnet. Unter diesem Eindruck sind auch die darauf folgenden Maßnahmen deutscherseits zu einem Ausbau des ‚bewährten‘ Eisenbahnnetzes zum Zwecke der „Landesvertheidigung“ zu sehen, einschließlich Elsass-Lothringen. Besonders von einem französischen Angriff gefährdet erschien Südbaden – so wie er 1914 dann auch unmittelbar geführt wurde.
Auch darüber, dass der Überraschungseffekt des Eisenbahnaufmarsches nun egalisiert war, bestand kein Zweifel. Auf von Moltkes „Vorschläge hin wurden strategische Bahnen in Richtung Westgrenzen angelegt. Er ging für Südbaden davon aus, dass ein erneuter Waffengang mit Frankreich im Bereich des nun zu Deutschland gehörenden Reichslandes Elsass-Lothringen stattfinden würde. Seine Planungen sahen deshalb vor, im Süden eine Eisenbahnverbindung von der Bundesfestung Ulm unter Umfahrung der Schweiz und entlang des Hochrheins bis ins Elsass in die Nähe der französischen Festung Belfort zu bauen.“
Es ging dabei um Ergänzungsbauten an zwölf strategischen (im Kriegsfalle mit Vorrang für Militärzwecke eingerichteten) Bahnstrecken im Westen des Reiches und nur um einen Neubau:
„1. Zwischen Leopoldshöhe und Immendingen ist eine zusammenhängende Bahn mit vollständiger Vermeidung des Schweizergebiets herzustellen.
2. Die Steigungen und Gefälle dieser Bahn dürfen an keiner Stelle mehr als 1/100 betragen.
3. Der kleinste Bogenhalbmesser wird zu 300 m festgesetzt und soll möglichst wenig, jedenfalls nur auf der Strecke Weizen–Zollhaus zur Anwendung kommen.
4. In Abständen von höchstens 8 km müssen jeweils Ausweichgeleise für Militärzüge angebracht werden.“
Der Neubau war aus strategischen Gründen notwendig, da durch die teilweise Führung der Hochrheinbahn über Schweizer Gebiet der Schweiz nach dem Staatsvertrag von 1852 das Recht zustand, die auf ihrem Staatsgebiet liegenden Teile der Eisenbahnstrecke mit fünfjähriger Übergangsfrist in Schweizer Eigentum zu überführen. Des Weiteren konnte die Schweiz Truppen- und Waffentransporte über ihr Gebiet verbieten, sofern dies im Interesse ihrer Sicherheit oder Neutralität erforderlich würde. Zur Verstärkung der südlichen Oberrheingrenze bzw. des damals angeschlossenen Elsass erschien die Nutzung im Mobilisierungsfalle einer von der Schweiz unabhängigen Bahnstrecke unabdingbar, zumal das Elsass und damit auch das rechtsrheinische Gebiet aus dem französischen Raum rasch erreichbar war. Deutscherseits konnten hingegen bei einer Sperrung der Hochrheinbahn württembergische (Festung Ulm) und bayrische Truppen zum damaligen Zeitpunkt unmöglich kurzfristig die Oberrheinlinie nördlich Basel bzw. das Elsass erreichen, denn die Höllentalbahn (Donaueschingen – Freiburg) war wegen ihrer großen Steigungen für Truppen- und Materialverlegungen unbrauchbar und die nächstgelegene Ausmündung der von München kommenden Bahnen liegt erst in der Höhe von Offenburg etwa 100 km nördlich der Hüninger Rheinbrücke.
Die Denkschrift schließt mit dem Hinweis auf die nutzbaren Teilstrecken der Oberheintalbahn, den erforderlichen Neubau von drei die Umgehung der Schweiz bewirkender Strecken – so auch Weizen–Hintschingen–Immendingen – „während die Herstellung einer von Tuttlingen dem Donauthale folgenden neuen Eisenbahn nach Inzigkofen (an der Hohenzollernbahn nahe Sigmaringen) eine direkte und leistungsfähige Verbindung mit Ulm und München vermittelt.“
Die 1884 von der Reichsregierung beauftragten und finanzierten Trassen-Untersuchungen wurden von der Generaldirektion der Reichseisenbahnen in Straßburg bis Ende 1885 abgeschlossen. Diesen „Vorentwurf mit Kostenvoranschlag“ versah Anfang 1887 die Badische Regierung mit dem Kommentar zur Trasse, die „im Grossen und Ganzen kaum besser hätte gewählt werden können“ und übernahm die Bauleitung. Doch „für die badischen Techniker bestanden hinsichtlich der vorgeschriebenen Zeit von knapp 3 Jahren für Projektierung und Bauausführung der insgesamt 70,576 km langen Strecke mit einem voraussichtlichen Kostenaufwand von 34,8 Mio Mark erhebliche Bedenken“; man könne „nur das Versprechen geben, alles aufbieten zu wollen, um den in Aussicht genommenen Vollendungstermin einzuhalten.“
Da es im Reichstag eine erhebliche Opposition in der Kostenfrage gab, wird in der Denkschrift März 1887 versichert: „Die Forderungen der Heeresverwaltung entsprechen lediglich dem durch die Fortschritte der Nachbarländer bedingten dringendsten Bedürfnis an Gegenmaßregeln.“

„Nachdem der Generaldirektion der Grossh. Staatseisenbahnen […] Ende Mai 1887 mitgetheilt worden war, dass der Reichstag in 3. Lesung die in dem Nachtragsetat für 1887/88 mit vorgesehenen, auf Grund der Abkommen vom 11. März 1887 bereit zu stellenden Mittel für die Vervollständigung des Bahnnetzes im Interesse der Landesvertheidigung bewilligt habe, wurde ungesäumt, und obschon das Nachtrags-Etatgesetz von Seiner Majestät dem Kaiser noch nicht vollzogen und auch die erforderliche Zustimmung der Badischen Landesstände noch nicht erfolgt war, mit aller Energie mit den betreffenden Arbeiten begonnen, zunächst mit denjenigen für die Herstellung des Projekts in der Annahme, dass bis Ende Mai 1890 der ganze Bau vollendet sein soll. Es ist dies soweit gelungen, dass die neuen Bahnen am 1. April 1890 fahrbar, vom 20. Mai 1890 betriebsfähig fertig waren.“

Aufgrund der militärstrategischen Ausrichtung der Bahn für den Kriegsfall mit Frankreich, eine andere Bestimmung war nicht vorgesehen, spielte die Kostenfrage nur eine nachgeordnete Rolle. Nach diesem Maßstab war es ohne Bedeutung, ob der Zivilverkehr kostendeckend war oder nicht – es zählte einzig die Bedeutung im Kriegsfalle. Da bei der Mobilmachung im Deutsch-Französischen Krieg 1870/71 die Eisenbahn kriegsentscheidend war, wurden auch Teile der Reparationszahlungen aus dem Krieg für den Ausbau des strategischen Bahnnetzes verwendet.

## Vorgeschichte
Dem militärischen Interesse an der Bahnverbindung und die dadurch mögliche Realisierung des komplexen Verlaufs der Teilstrecke durch das Wutachtal kamen Planungen zugute, die bereits ein Jahrzehnt zuvor von wirtschaftspolitischen Überlegungen bestimmt waren: „In der Schweiz sollte der Gotthard mit einem Tunnel durchfahren werden, damit Güteraustausch aus den norditalienischen aufstrebenden Industriegebieten im Ganzjahresbetrieb mit den neuen deutschen Industrierevieren im Rheinland bis hinauf zum Rotterdamer Hafen stattfinden konnte.“
Da die damals einzig möglich Verbindung zwischen dem badischen und dem Schweizer Eisenbahnnetz die 1859 von Robert Gerwig gebaute Waldshut-Koblenzer Eisenbahnbrücke war, kam von dort aus die bestehende Verzweigung nach Basel und Singen oder aber eine noch angedachte Verbindung in den württembergisch-bayrischen Raum „durch das Wutachtal irgendwie bis Donaueschingen“ in Frage. Konkretisiert wurde dieses Interesse jedoch nur in Baden durch eine Ermächtigung des Großherzogs Friedrich von Baden vom 29. April 1870 an „die Regierung […] den Bau einer Gotthard-Bahn betreffend.“ Dafür wurden drei Millionen Franken bereitgestellt.
Vorangegangen war bereits am 15. März 1870 ein „Baubeschluss durch die 2. Kammer des badischen Landtags in Karlsruhe, [… dem] ein Bericht einer Eisenbahn-Kommission zugrunde (lag). […] Verfasst hatte den Bericht der Karlsruher Ingenieur und Abgeordnete Robert Gerwig, der unter anderem für die Wutachtalbahn plädierte.“ Argument war „auch die nahe Aussicht auf die Inangriffnahme der schweizerischen Gotthard-Alpenbahn, welche die Wutachtalbahn in die vorderste Reihe der für Baden notwendigen Bahnen gestellt hat.“
Nach dem Beschluss begann der Bau der Bahn auf dem noch unproblematischen Gelände des unteren Wutachtales: Das erste Teilstück bis Stühlingen wurde am 1. April 1875 eröffnet, am 15. Oktober 1876 die Strecke bis Weizen. Dann wurden die Bestrebungen wegen technischer und finanzieller Unwägbarkeiten eingestellt. Vermutlich hatte sich auch die Bedeutung dieses Anschlusses an eine Gotthardbahn relativiert.
Das Vorhaben kam somit nicht mehr unter dem Aspekt des wirtschaftlichen Nutzens zur Ausführung. Eine geplante Anbindung von Brugg über Böttstein nach Waldshut wurde nie gebaut.
Erst die sich in den 1880er Jahren abzeichnenden politischen Spannungen in Westeuropa führten aus militär-strategischen Gründen 1887–1890 zum Weiterbau der Wutachtalstrecke, d. h., die Initiative und die Verantwortungsregelung ging nun an das Deutsche Kaiserreich über.
Im Blick auf den rein militärischen Nutzen konnte die Strecke im westlichen Württemberg in Immendingen an die Bahnstrecke Plochingen–Immendingen und somit bis zum militärischen Hauptstützpunkt Ulm angeschlossen werden. Von dort aus konnten die hier bereits stationierten Truppen sofort und dann nach der Mobilmachung die frisch einberufenen Verbände im Anschluss transportiert werden.

## Technische Bestimmungen
„Die Vorschrift einer Höchststeigung von nur maximal 1 % beruhte erst in zweiter Linie auf den Transport bestimmter Lasten, sondern darauf, dass die Dampflokomotiven nur über eine begrenzte Leistung verfügten [… und] noch keine durchgehenden Bremsen (hatten). Nur die Lokomotiven verfügten in der Frühzeit über Handbremsen, […] welche bloß auf die Räder des Tenders wirkten.“
„Weil ein kompletter Militärzug mit Kanonen beladen sein konnte, wobei eine zu 20 Tonnen gerechnet wurde (sogenannter Vorläufer der ‚Dicken Bertha‘), mussten die Zuglänge und die Anzahl der Lokomotiven vorgeschrieben werden. Militärzüge sollten mit drei Loks bespannt und maximal 700 Meter lang sein. […] Je nach Länge oder Gewicht eines Zuges wurden nach drei oder vier Wagen sogenannte Bremserwagen eingestellt.“ In dessen hochgestellten „‚Bremserhäuschen‘ saß ein Bremser, der auf ein bestimmtes Signal der Lok sein Bremserrad betätigen musste und damit den Zug abzubremsen mithalf.“
Die maximale Zuglänge definierten auch die alle acht Kilometer einzurichtenden Ausweichgleise in der Länge von 700 Metern, die bei den Bahnstationen Fützen und Grimmelshofen eingerichtet wurden.
Die Planungen umfassten die gesamte Strecke von Ulm bis ins südliche Elsass nahe Belfort.

## Streckenanlage
Zwei der strategischen Bahnstrecken zur Umgehung der Schweiz schlossen an die schon seit 1863 bestehende Hochrheinbahn von Konstanz über Schaffhausen nach Basel an, wobei der Kanton Schaffhausen und die Stadt Basel umgangen werden mussten: Der Schaffhauser Kanton durch die Wutachtalstrecke und der Raum Basel durch eine Verbindung von Säckingen über Schopfheim nach Lörrach-Weil am Rhein zur oberrheinischen Tiefebene. Aufwändigste Bauwerke in diesem Abschnitt sind der Tüllinger Tunnel und die Wiesebrücke. Der Streckenabschnitt Bad Säckingen–Wehr–Schopfheim mit dem Tunnel Fahrnau ist heute stillgelegt. Benutzt wurde für die Truppentransporte ab Schopfheim nach Lörrach die Wiesentalbahn.

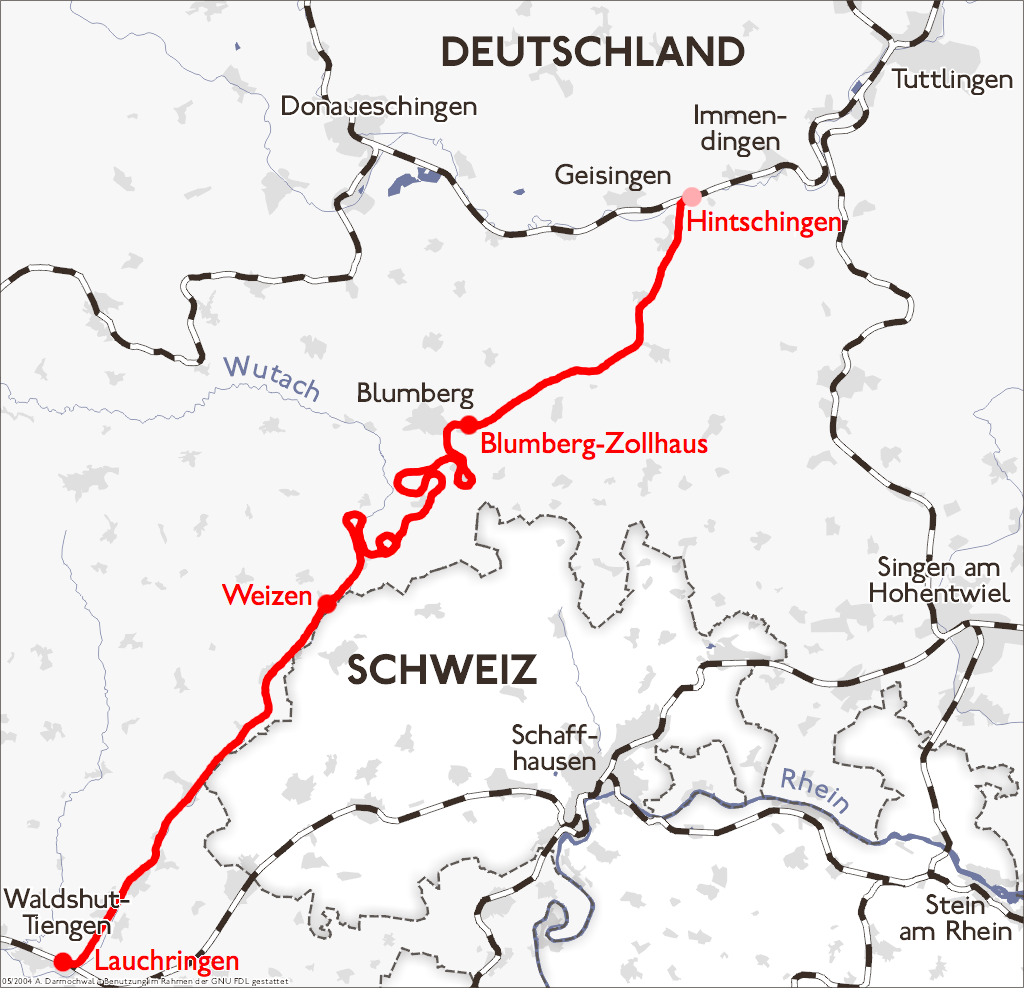
Das ab 1887 erbaute Teilstück von Hintschingen nach Weizen samt anschließender Bestandsstrecke nach Lauchringen

Ab 1887 vollständig neu gebaut wurde die Strecke zwischen Weizen und Hintschingen, um eine Querverbindung zwischen der Schwarzwaldbahn und der Hochrheinbahn herzustellen.

## Erster Weltkrieg (1914–1918)
Dass über die Bahn keine Offensive – wie von Helmuth von Moltke noch konzipiert – zur Eroberung der Festung Belfort vorbereitet und versorgt wurde, war durch die veränderte Planungslage (Schlieffenplan) bedingt, die eine deutsche Großoffensive im Norden vorsah. Ein Angriff im Süden – über das 1870/71 neu angegliederte Elsass – war dabei nicht mehr geplant. Gerade deshalb wurde jedoch vom deutschen „Großen Hauptquartier“ ein französischer Angriff am Oberrhein erwartet.
Die Umgehungsbahnen Schweiz hatten dadurch eine noch höhere Bedeutung erlangt, denn nun musste kein eigener Angriff geführt, sondern ein gegnerischer Angriff möglichst rasch abgefangen werden. Dazu war es nicht möglich, bereits im Elsass genügend reguläre Truppen zu stationieren; diese konnten erst nach einer Mobilmachung zugeführt werden.
Die mobilisierten Truppen konnten nur im württembergisch-bayrischen Raum bereitgestellt und ausgerüstet werden, und von dort aus gesehen, stellte der Schwarzwald ein für militärische Transporte unüberwindbares Hindernis dar. Eine Nutzung der Höllentalbahn war wegen der dort starken Steigungen nicht möglich. Die Schwarzwaldbahn kam ebenfalls nicht in Frage, da diese bereits zur Zufuhr des nördlich gelegenen Frontabschnittes für Verstärkung um Straßburg bis hin zur Pfalz ausgelastet war. Somit verblieb für den Transport an die südliche Oberrheinfront nur die Strecke entlang des Hochrheins. Dabei konnte eine Störung durch die Schweiz nicht riskiert werden, denn die französische Armee hatte für den Angriff auf das Elsass nur einen sehr kurzen Weg.
Bereits vor Beginn des französischen Kriegseintritts am 3. August 1914 wurden präventiv Truppen über die strategischen Bahnen nach Baden befördert. Ab Kriegsbeginn wurde die Strecke immer stärker ausgelastet: Es galt, die nun mobilisierten württembergischen und bayrischen Reservisten (aus dem Hinterland) an den Oberrhein und ins Elsass zu schaffen, da mit der gleichzeitig stattfindenden französischen Mobilisierung wie erwartet der Angriff zur Rückeroberung des 1870/71 verlorenen Elsass in Gang gebracht wurde.
Ab Anfang August 1914 wurden bis zu vier Wochen lang pausenlos Truppen und Material in das durch den französischen Angriff nun bedrohte Elsass gefahren. Die Schweizer Zeitung Schleitheimer Bote berichtete dazu am 7. August 1914, an dem die Mobilmachung offiziell in voller Stärke begann:

„Am Donnerstag [6. August] verkehrten auf der strategischen Bahn massenhaft Militärzüge, die Truppen und Geschütze beförderten. Alle Halbstunden fuhr ein Zug durch.“

Trotz der pausenlosen Heranschaffung von Truppen und Waffen („alle halbe Stunde ein Zug“) über die Umgehungsbahn konnten nicht genügend Einheiten dem französischen Angriff auf das Elsass entgegengestellt werden, sodass die im Norden benachbarte 6. Armee zu einem Entlastungsangriff nach Süden befohlen wurde, obwohl sie sich selbst noch in Aufstellung befand. Auch nach dem darauffolgenden Rückzug der Franzosen auf die Vogesen blieb die nun quer durchs Elsass verlaufende Front unruhig und auch mit einer Wiederaufnahme der gegnerischen Angriffe musste latent gerechnet werden.
Die militärische Vollauslastung der Strategischen Umgehungsbahn konnte ab Ende August 1914 reduziert werden, da keine Kampftruppen und Waffen mehr erforderlich waren. Dennoch blieb der Verkehr bis zum Kriegsende intensiv, nicht nur durch Nachschubtransporte und Lazarettzüge, sondern auch durch den erhöhten Bedarf an Wirtschaftstransporten, denn die nördlicheren Bahnstrecken blieben infolge des Kriegsverlaufes weiterhin stark belastet.
Daher behielten die Umgehungsbahnen Schweiz während des Krieges weiterhin ihre Bedeutung, was sich auch darin zeigt, dass alle Brücken und Tunnelportale während des Krieges unter militärischer Bewachung standen.
In der Gesamtschau zeigte sich, dass die Erwartungen 30 Jahre zuvor in den Nutzen der Strecke weitgehend erfüllt wurden. Die Franzosen hatte zwar große Teile der Vogesen besetzen können, doch konnte ihnen der Zugriff auf die urbanen Territorien der Rheinebene verwehrt werden. Dass der Kriegsausgang die Verhältnisse wieder grundlegend änderte, macht den Bahnbau selbst nicht „sinnlos“, da Baden vor einem französischen Einmarsch bewahrt blieb.

## Zwischenkriegszeit
Nach dem Krieg verloren alle Länderbahnen in Deutschland ihren besonderen Status und wurden der am 1. April 1920 gegründeten Deutschen Reichsbahn unterstellt.
Das in den ersten Nachkriegsjahren geringe Zugaufkommen „änderte sich aber schlagartig, als in der Folge der französischen Besetzung des Rheinlandes im Jahr 1923 auch Offenburg von französischen Truppen besetzt wurde (4. Februar 1923). Der Eisenbahnverkehr auf der Oberrheinstrecke von Karlsruhe nach Basel wurde damit unterbrochen. […] Auf der Umgehungsbahn verkehrten nun vermehrt Personen- und Güterzüge.“ Nachdem die Sperrung der Rheintalbahn am 12. Dezember 1923 wieder aufgehoben war, kehrte wieder „eine ziemliche Ruhe ein.“

## Zweiter Weltkrieg (1939–1945)
Die Verhältnisse an der deutsch-schweizerischen Grenze hatten sich im Vergleich zum Ersten Weltkrieg ab September 1939 stark verändert, seitens der Schweiz kam es nun zu keinen Übernahmen der über das eigene Gebiet führenden Teile der Hochrheinstrecke oder zur Schließung des Badischen Bahnhofs in Basel: „Die Schweizer Regierung wollte anscheinend gegenüber dem ihr nun weitaus mächtiger und bedrohlicher als 1914 erscheinenden Nachbarn keinen Grund zu Komplikationen in den gegenseitigen Beziehungen durch die Schließung des Bahnhofs geben.“ Bis sich die gegenseitige Duldung einspielte, „(wurde) der deutsche Verkehr zeitweise über die Umgehungsbahnen geleitet, zeitweise auch ohne Aufenthalt durch den Badischen Bahnhof unter strenger Bewachung der Züge hindurchgeführt.“
Nach der Kriegserklärung Frankreichs im September 1939 wegen des deutschen Einfalls in Polen wurden von den Franzosen ab Mai 1940 grenznahe Bereiche der Rheintalbahn beschossen. Teilstrecken wurden bis Ende Juni 1940 stillgelegt, doch der für den italienischen Bündnispartner notwendige Import deutscher Kohle über die Gotthard- und Simplon-Strecke wurde durch Umleitungen über den Schwarzwald aufrechterhalten. Andererseits durften Wehrmachtsgüter, die nach dem Staatsvertrag vom 27. Juli 1852 unter Ausschluss fielen, nicht über ihr Gebiet geführt wurden:

„Alle Transporte, die möglicherweise unter diese Bestimmungen fielen, wurden daher über die Umgehungsbahnen Weil – Lörrach – Schopfheim – Säckingen und Oberlauchringen – Immendingen gefahren, die während des ganzen Krieges einen regen Wehrmachtsverkehr aufwiesen.“

Ein stark erhöhtes Zugaufkommen erfolgte nach dem deutschen Rückzug aus Frankreich, auch „aus dem Elsaß ins Altreich“; so wurden „in der Zeit vom 2. September bis 20. November 1944 insgesamt 118 Räumungszüge, hauptsächlich nach Lindau, einzelne auch in den Raum Stuttgart abgefahren.“ Dabei konnten über die Hochrheinbahn „nur Züge befördert werden, die keine Wehrmachtsgüter enthielten (42 Züge), während die übrigen Züge über Immendingen umgeleitet werden mußten.“
Nach der Besetzung von Wutachtal und dem Raum Blumberg Ende April 1945 wurde die Bahn französischer Kontrolle unterstellt.

## Nach dem Zweiten Weltkrieg
Die Nachkriegsbeziehungen im Westen ließen weder eine neue kriegerische Auseinandersetzung mit Frankreich, noch Spannungen mit der Schweiz realistisch erscheinen. Damit entfiel der militärische Nutzen der Strecken. Sie hatten über 60 Jahre ihren Zweck erfüllt, doch waren sie nicht alle für eine rein zivile Bestimmung geschaffen. Nun rückte die Wirtschaftlichkeit in den Vordergrund und für die neue Deutsche Bundesbahn (DB) drohte vor allem die Wutachtalbahn zum „Faß ohne Boden“ zu werden. Zudem förderte nach dem Krieg der steigende LKW-Verkehr die Tendenz „zum Abbau des Schienennetzes bei gleichzeitig verstärkter Subventionierung des Straßenverkehrs.“ Am 22. Mai 1955 stellte die DB im Mittelabschnitt der Wutachtalbahn den Gesamtbetrieb vorübergehend ein, der Bundesminister für Verkehr verlängerte dies mit Erlass vom 11. November 1955 bis auf weiteres.“
Zur „Zeit der Kubakrise und des Baus der Berliner Mauer (1961)“, welche beide die Welt nochmals an den Rand eines Krieges brachten, entstanden im Westen militärstrategische Überlegungen, auch abgelegene Eisenbahnstrecken wieder zu berücksichtigen:

„Von 1962 bis 1965 hat das Bundesverteidigungsministerium für 4,7 Millionen DM den Mittelabschnitt vollständig betriebsfähig herrichten lassen, d.h. Sanierung der Tunnels und Brücken, Wiedereinbau der abgebauten Überholgleise in Epfenhofen und Grimmelshofen und der Signalanlagen [… dazu] von 1964 bis einschließlich 1974 pro Jahr für den Unterhalt 50.000 DM.“

Diese Sanierungen wurden „im Auftrag der NATO“ durchgeführt.
Das Verteidigungsministerium zahlte danach bis 1974 „im NATO-Auftrag einen jährlichen Unterhaltszuschuss über 50.000 DM an die DB mit der Maßgabe, die Strecke betriebsbereit zu halten.“ Bald darauf verfügte die DB „die komplette Einstellung des Schienenverkehrs zum 31. Dezember 1976. [… und] plante einen Rückbau der unrentabel gewordenen Anlage. Jedoch blieb die Wutachtalbahn als Museumsbahn erhalten, somit ist von den einst vier Strecken heute lediglich die Wehratalbahn stillgelegt.